# Hương Thủy, Huế
Hương Thủy là một phường thuộc thành phố Huế, Việt Nam.

## Lịch sử
Nguyên xưa, nơi này thuộc đất Ulik của Vương quốc Champa. Năm 1306, quốc vương Champa Jaya Simhavarman III sai sứ sang cầu thân với nhà Trần và cắt 2 vùng đất Vuyar và Ulik dâng cho Đại Việt để làm quà hồi môn cưới công chúa Huyền Trân. Đại Việt tiếp nhận món quà này, đổi tên đất Vuyar thành Thuận Châu và đất Ulik thành Hóa Châu. Đến thời Lê, vùng đất này và vùng giáp ranh giữa 2 huyện Tư Vinh và Kim Trà, thuộc phủ Triệu Phong, xứ Thuận Hóa. Đến đầu nhà Nguyễn, huyện Kim Trà được đổi thành Hương Trà và huyện Tư Vinh được đổi thành Phú Vinh (nhưng thường đọc trại thành Phú Vang), đổi thuộc phủ Thừa Thiên. Năm 1835, vua Minh Mạng đã cho trích 5 tổng thuộc 2 huyện Hương Trà và Phú Vang để lập thành huyện Hương Thủy. Địa bàn phường Hương Thủy ngày nay, lúc bấy giờ thuộc tổng Lương Văn, huyện Hương Thủy, phủ Thừa Thiên.
Năm 1956, chính quyền Ngô Đình Diệm tổ chức hành chính thống nhất trên toàn quốc. Theo đó, phân chia và thành lập cấp xã mới. Địa bàn phường Hương Thủy ngày nay gần tương ứng với địa bàn 3 xã Thủy Châu, Thủy Lương và Thủy Tân, đều thuộc quận Hương Thủy, tỉnh Thừa Thiên. Xã Thủy Châu được đặt làm quận lỵ của quận Hương Thủy.
Ngày 24 tháng 2 năm 1976, Chính phủ Cách mạng lâm thời Cộng hòa miền Nam Việt Nam ban hành Nghị định số 3/NQ/1976, hợp nhất các tỉnh Quảng Bình, Quảng Trị, Thừa Thiên và thành phố Huế thành tỉnh Bình Trị Thiên. Ngày 11 tháng 3 năm 1977, Hội đồng Chính phủ ban hành Quyết định số 62-CP, theo đó, phần lớn huyện Phú Vang và huyện Hương Thủy nhập lại thành huyện Hương Phú. Ngày 6 tháng 1 năm 1983, thị trấn Phú Bài được thành lập trên cơ sở tách một phần địa phận xã Thủy Châu, xã Thủy Lương và sân bay Phú Bài, thuộc huyện Hương Phú.. Bấy giờ, các xã Thủy Châu, Thủy Lương và Thủy Tân, đều thuộc huyện Huơng Phú, tỉnh Bình Trị Thiên. 
Tuy nhiên, đến ngày 30 tháng 6 năm 1989, Quốc hội ban hành Nghị quyết tách tỉnh Bình Trị Thiên thành 3 tỉnh mới lấy tên là tỉnh Quảng Bình, tỉnh Quảng Trị và tỉnh Thừa Thiên Huế. Tháng 9 năm 1990, huyện Hương Phú lại được chia thành hai huyện Hương Thủy và Phú Vang. Các xã Thủy Châu, Thủy Lương và Thủy Tân lại trực thuộc huyện Huơng Thủy, tỉnh Thừa Thiên Huế. Ngày 9 tháng 2 năm 2010, Chính phủ ban hành Nghị quyết 08/NQ-CP chuyển huyện Hương Thủy thành thị xã Hương Thủy. Đồng thời, chuyển thị trấn Phú Bài và 4 xã Thủy Châu, Thủy Dương, Thủy Lương, Thủy Phương thành 5 phường có tên tương ứng.
Ngày 30 tháng 11 năm 2024, Quốc hội ban hành Nghị quyết số 175/2024/QH15 về việc thành lập thành phố Huế trực thuộc trung ương. Theo đó, thị xã Hương Thủy thuộc thành phố Huế.
Ngày 16 tháng 6 năm 2025, Ủy ban Thường vụ Quốc hội ban hành Nghị quyết số 1675/NQ-UBTVQH15 về việc sắp xếp đơn vị hành chính cấp xã của thành phố Huế năm 2025. Theo đó, sáp nhập toàn bộ diện tích tự nhiên, quy mô dân số của phường Thủy Lương, phường Thủy Châu và xã Thủy Tân thành phường mới có tên gọi là phường Hương Thủy.